# Karl von Spieß
- Karl von Spieß (* 20. April 1880 in Wien; † 1. Juli 1957 in Innsbruck) war ein nationalsozialistischer österreichischer Lehrer und Volkskundler.

## Leben
Karl von Spieß studierte Botanik und schloss sein Studium mit der Promotion ab. Er arbeitete als Lehrer erst am K. K. Maximilian-Gymnasium Wien, dann ab 1907 als Lehrer für Naturgeschichte am Kaiserlich-Königlichen Staats-Ober-Gymnasium zu Wiener Neustadt und von 1912 bis 1925 am K. K. Elisabeth-Gymnasium (heute Rainergymnasium) Wien. Seit 1925 lebte er als Privatgelehrter. Zum von Georg Thilenius herausgegebenen „Korrespondenz-Blatt der Deutschen Gesellschaft für Anthropologie, Ethnologie und Urgeschichte“ steuerte er Artikel bei. Von Spieß korrespondierte mit Georg Hüsing und Wolfgang Schultz über die Zusammenarbeit bei der vergleichenden Mythenforschung. Nach dem Anschluss Österreichs stand von Spieß in Kontakt zum Amt Rosenberg. Für die im Aufbau befindliche sogenannte Hohe Schule der NSDAP wurden ihm der Ausbau und die Leitung der Abteilung „Forschungsstelle Mythenkunde“ übertragen, die ihre Vertretung in Wien hatte und in Konkurrenz zur sich auf Rudolf Much berufenden Mythenforschung der SS mit ihrer „Forschungsgemeinschaft Deutsches Ahnenerbe“ stand. Er trat am 1. Mai 1938 der NSDAP bei (Mitgliedsnummer 6.277.163).
Die Bewertungen der Arbeit von Karl von Spieß gingen weit auseinander.
Von Spieß, der die Kulturgeschichte und Religionsgeschichte auf rassischer Grundlage untersuchen wollte, wurde nach dem Zweiten Weltkrieg seine offensichtliche Prägung durch den Nationalsozialismus vorgeworfen. Positiv als ernsthaften Wissenschaftler sah ihn hingegen der Hinterglasmalerei-Forscher Friedrich Knaipp (1907–1982).

## Publikationen (Auswahl)
- Das arische Fest, Wien, Selbstverlag der Gesellschaft Deutsche Bildung, 1933.
- Germanisches Erbe in der deutschen Volkskunst. In: Ernst Otto Thiele (Bearb.): Das germanische Erbe in der deutschen Volkskultur. Die Vorträge des 1. Deutschen Volkskundetages zu Braunschweig, Herbst 1938, München: Hoheneichen 1939, S. 34–56.
- Deutsche Volkskunde als Erschließerin deutscher Kultur, Stubenrauch Verlag, Berlin, 1943

### Als Herausgeber
- Völkerkunde und Mythenkunde, Zeitschrift der „Mythologischen Schule“, die sich auf Leopold von Schroeder berief
- Deutsche Märchen – Deutsche Welt, Stubenrauch Verlag, Berlin, 1939, zusammen mit dem Erzählforscher Edmund Mudrak (1894–1965)
- Hausbuch deutscher Märchen, Verlag Walter Krieg (Lechner), Herbert Stubenrauch Verlagsbuchhandlung, Wien, 1944, ebenfalls mit Edmund Mudrak